# Lilla Janina Moroz-Grzelak
Lilla Janina Moroz-Grzelak (ur. 1961) – polska literaturoznawczyni i slawistka, dr hab. nauk humanistycznych, profesor nadzwyczajny Instytutu Slawistyki Polskiej Akademii Nauk.

## Życiorys
W 1985 ukończyła studia w zakresie jugoslawistyki na Uniwersytecie Warszawskim, 4 czerwca 2002 obroniła pracę doktorską Aleksander Wielki a macedońska idea narodowa (promotor – Krzysztof Wrocławski). 20 listopada 2012 habilitowała się na podstawie oceny dorobku naukowego i pracy zatytułowanej Bracia Słowianie. Wizje wspólnoty a rzeczywistość.
Pełni funkcję profesora nadzwyczajnego w Instytucie Slawistyki Polskiej Akademii Nauk, oraz jest członkiem dwóch kolegiów redakcyjnych pism „IberoSlavica” w Portugalii i Istorija” w Macedonii, a także Komisji do Badań Porównawczych nad Literaturą Słowiańską i Komisji Ibero-Slawistycznej Międzynarodowego Komitetu Slawistów, Komisji Bałkanistyki oddziału PAN w Poznaniu i rad naukowych, oraz programowych Instytutu Polskiej Akademii Nauk, trzech czasopism Slavica Lodziensia, Slavia Meridionalis, Studia et Documenta Slavica.

## Wyróżnienia i nagrody
- 2012: Wyróżnienie w konkursie Nagroda im. Jerzego Skowronka za monografię Bracia Słowianie. Wizje wspólnoty a rzeczywistość[2]
- Medal 50-lecia Slawistyki Polskiej Akademii Nauk[2]

## Publikacje
- 2002: Bibliografia słowianoznawstwa polskiego. Słowiańszczyzna zachodnia i południowa. 1996-2000[1]
- 2007: Polska wizja bałkańskiej przestrzeni terytorialnej w kontekście pojęcia „kocioł bałkański”[1]
- 2012: Bałkańskie kompleksy „gorszej Europy” w prozie Ermisa Lafazanovskiego[1]